# Adroa
En la mitologia lugbara Adroa és un déu que té dos aspectes: un de bo i un de malèfic. És el creador del paradís i de la Terra i s'apareix a aquells que han de morir. Adroa es representa com un home alt, blanc amb només mig cos -un ull, un braç, una cama i una orella.